# Kjell Vander Elst
Kjell Sven Vander Elst (Leuven, 20 juni 1995) is een Belgisch politicus voor de liberale Open Vld.

## Biografie
Vander Elst behaalde in 2019 een master in de politieke wetenschappen aan de Vrije Universiteit Brussel. Hij trad in de politieke voetsporen van zijn vader Joël Vander Elst, burgemeester van Bertem en provincieraadslid in Vlaams-Brabant.
Van 2019 tot 2023 was Kjell Vander Elst inhoudelijk medewerker van Kamerlid Tim Vandenput, voor wie hij binnenlandse zaken en de luchthavendossiers opvolgde. Daarna was hij van 2023 tot 2024 raadgever binnenlands bestuur op het kabinet van de Vlaamse viceminister-presidenten Bart Somers en Gwendolyn Rutten. Hij werd in 2020 tevens politiek secretaris van Open Vld in de regio Leuven en in 2022 voorzitter van de lokale Open Vld-afdeling in Bertem.
Bij de federale verkiezingen van 9 juni 2024 bekleedde Vander Elst de tweede plaats op de Open Vld-lijst in de kieskring Vlaams-Brabant en werd hij verkozen in de Kamer van volksvertegenwoordigers. Als Kamerlid trad hij toe tot de commissie Landsverdediging.